# José Maria Pimentel
Pour les articles homonymes, voir Pimentel.
José Maria Pimentel (Luanda, 23 juin 1956) est un écrivain et illustrateur luso-angolais. Il est le créateur du célèbre personnage de RTP1 Vitinho.

## Œuvres
- Levante 1487 – A Vã Glória de João Álvares, 2010
- O Grande Livro do Vitinho, 2017
- Vitinho– Um dia eu vou ser grande!, 2017
- Vitinho – É a dormir que se cresce!, 2017
- Vitinho – Perigo! Zona de Acidentes!, 2018